# Бер'є Таппер
Бер'є́ Та́ппер (швед. Börje Tapper, нар. 20 травня 1922, Мальме — пом. 8 квітня 1981, Мальме) — шведський футболіст, що грав на позиції нападника за «Мальме», «Дженоа» та збірну Швеції. Батько Стаффана Таппера, півзахисника «Мальме» та шведської збірної 1970-х років.

## Клубна кар'єра
У дорослому футболі дебютував 1939 року виступами за команду клубу «Мальме», в якій провів одинадцять сезонів, взявши участь у 191 матчі чемпіонату. У складі «Мальме» був одним з головних бомбардирів команди, маючи середню результативність на рівні 0,48 голу за гру першості.
1950 року перейшов до італійського «Дженоа», за команду якого протягом сезону 1950—51 років провів лише 8 матчів, забивши два голи. 1951 року 29-річний гравець повернувся на батьківщину, де згідно з чинними на той час регламентами не мав можливості продовжити грати в чемпіонаті Швеції та був змушений завершити ігрову кар'єру.
Помер 8 квітня 1981 року на 59-му році життя.

## Виступи за збірну
1945 року дебютував в офіційних матчах у складі національної збірної Швеції. Протягом наступних чотирьох років провів у формі головної команди країни лише 4 матчі, втім встигши забити 7 голів, п'ять з яких — у своїй дебютній грі у формі шведської збірної.
Згодом, у 1950 був включений до складу збірної Швеції для участі у чемпіонаті світу 1950 року, що проходив у Бразилії і на якому команда здобула бронзові нагороди. Втім ані у матчах фінальної частини світової першості, ані після того на поле у складі збірної більше не виходив.

## Титули і досягнення
- Чемпіон Швеції (3):

«Мальме»: 1943-44, 1948-49, 1949-50
- Володар Кубка Швеції (3):

«Мальме»: 1944, 1946, 1947
- Бронзовий призер чемпіонату світу: 1950